# Bataille du Silarus
La bataille du Silarus est la dernière bataille de la République romaine contre les insurgés de la révolte de Spartacus et qui s'est terminée par la défaite de ces derniers, en 71 av. J.-C. 

## Contexte
Spartacus, après la bataille de Cantenna en Lucanie, se retire dans les monts près de Petelia (Strongoli moderne) dans le Bruttium, dépassé par les légions romaines. Crassus confie la poursuite de Spartacus au légat Quintus Marcius Rufus et au questeur Gnæus Tremelius Scrofus. Là, Spartacus arrête sa retraite et attaque les Romains. En raison d'affrontements constants, les ressources de l'armée rebelle s'épuisent presque complètement. Le chef des esclaves rebelles voulait à cause de ces conditions défavorables éviter la bataille, mais son armée exige de s'affronter à celle de Crassus. Spartacus est obligé d'acquiescer et regroupe toutes ses troupes. Spartacus établit son camp près de la source du fleuve Silarus (aujourd'hui Sélé) .

## Déroulement de la bataille
Les esclaves comprennent qu'il s'agit de leur dernière bataille et elle est donc féroce, mais malgré tous les efforts de Spartacus, ils sont totalement vaincus. Le sort de Spartacus est ensuite inconnu.
Les historiens romains rendent hommage à son courage personnel lors de cette dernière bataille. Appien rapporte que Spartacus « a été blessé à la cuisse avec une fléchette: s'agenouillant et avançant son bouclier, il a repoussé les assaillants jusqu'à ce qu'il tombe avec un grand nombre de ceux qui l'entouraient. ». Plutarque écrit : « [...] avant le début de la bataille, un cheval lui a été amené, mais il a tiré une épée et l'a tué, disant qu'en cas de victoire, il recevrait beaucoup de bons chevaux des ennemis et qu'en cas de défaite, il n'aurait pas besoin du sien. A ces mots, il se précipita sur Crassus lui-même ; ni les armes ennemies ni les blessures ne pouvaient l'arrêter, et pourtant il n'a pas percé jusqu'à Crassus et n'a tué que deux centurions qui venaient à lui. Finalement, abandonné par ses compagnons d'armes, qui s'enfuyaient du champ de bataille, entouré d'ennemis, il tomba sous leurs coups, ne reculant pas d'un pas et combattant jusqu'au bout. ». Florus écrit : « Spartacus, qui a courageusement combattu au premier rang, est tombé comme un commandant. Bien que le corps de Spartacus n'ait jamais été retrouvé, selon les historiens, il est mort au combat avec ses gens. »

## Conclusion

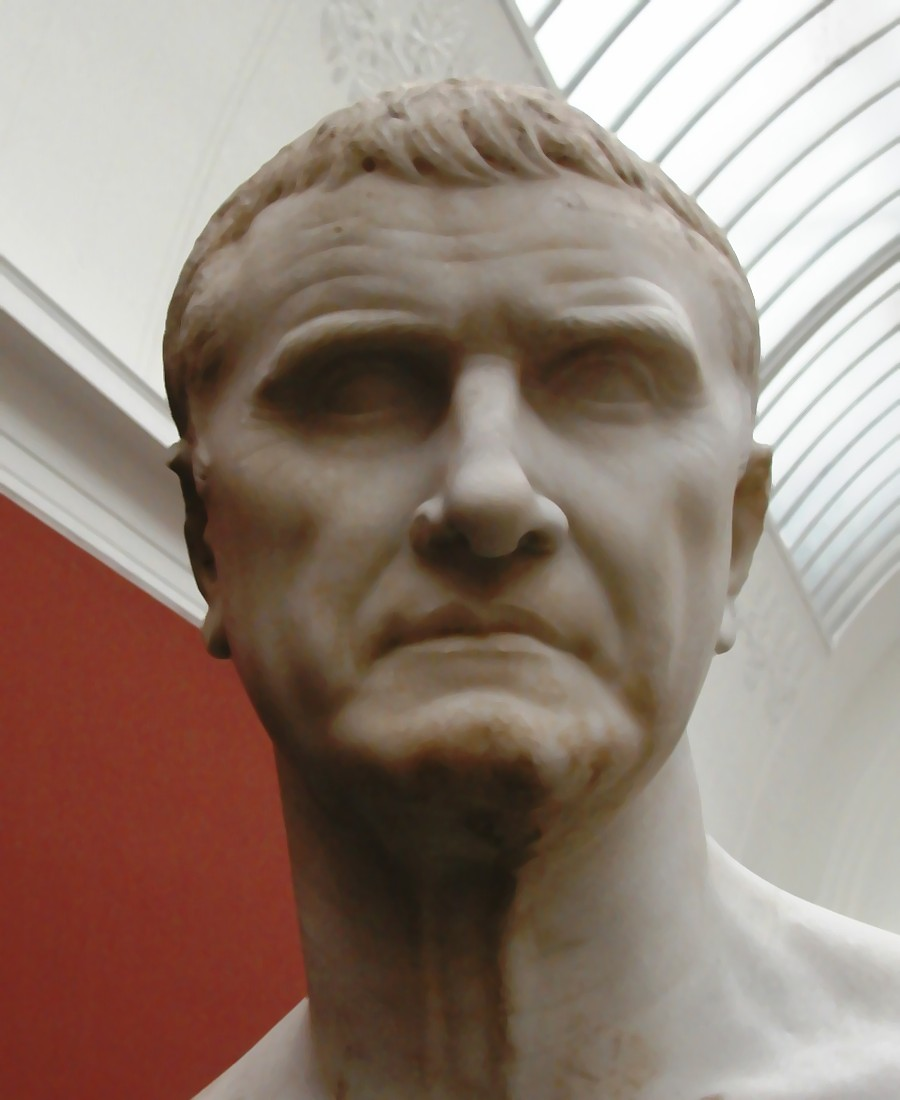
buste de marbre montrant appien

Selon Appien, les Romains, ayant détruit l'armée de Spartacus, n'ont perdu qu'un millier de soldats, mais d'autres historiens considèrent ce chiffre comme invraisemblable. Le corps de Spartacus n'a jamais été retrouvé sur le champ de bataille. Les restes de l'armée de Spartacus ont été détruits par l'armée approchante de Crassus et Pompée, ce qui a donné à Pompée le droit de contester la victoire sur Spartacus. Six mille gladiateurs captifs ont été crucifiés sur les ordres de Crassus le long de la Voie  Appienne, de Capoue à Rome,.